# Île Atlassov
Pour les articles homonymes, voir Atlassov.
L'île Atlassov (en russe : Остров Атласова, en japonais : 阿頼度島, Araido) est une île volcanique, la plus septentrionale des îles Kouriles, dans l'oblast de Sakhaline, à l'est de la Russie. L'île figure parfois sous les noms d'Ouïakhoujatch, d'Oyakoba et d'Alaïd.
L'île porte le nom de Vladimir Atlassov, un explorateur russe du XVIIe siècle qui la rattacha à la péninsule voisine du Kamtchatka. L'île est essentiellement le cône d'un volcan sous-marin appelé Alaïd qui dépasse de la mer d'Okhotsk et culmine à une altitude de 2 339 m (point culminant des îles Kouriles). L'île a une superficie de 119 km2. Elle est actuellement inhabitée. Le volcan alterne avec les périodes actives, et les périodes calmes de repos, ce qui fait que l'île est potentiellement dangereuse à être habitée. L'île possède quelques sources d'eau chaude, non exploitées. Avec la teneur en soufre de la terre, la végétation est constituée de plantes basses, et de seulement quelques arbres.
La forme presque parfaite de son volcan est à l'origine de nombreuses légendes parmi les peuples de la région, tels que les Itelmènes et les Aïnous des Kouriles. Le scientifique russe Stepan Kracheninnikov (1711–1756) entendit une fois que le volcan était autrefois une montagne du Kamtchatka, mais que les montagnes voisines devinrent jalouses de sa beauté et l'exilèrent en pleine mer, laissant à sa place le lac Kourile dans le sud du Kamtchatka. Géographiquement, cette histoire n'est pas sans fondement, car après la dernière période glaciaire la plupart des calottes fondirent, relevant le niveau des mers et submergeant peut-être un bras de terre entre le continent et le volcan.[réf. nécessaire]

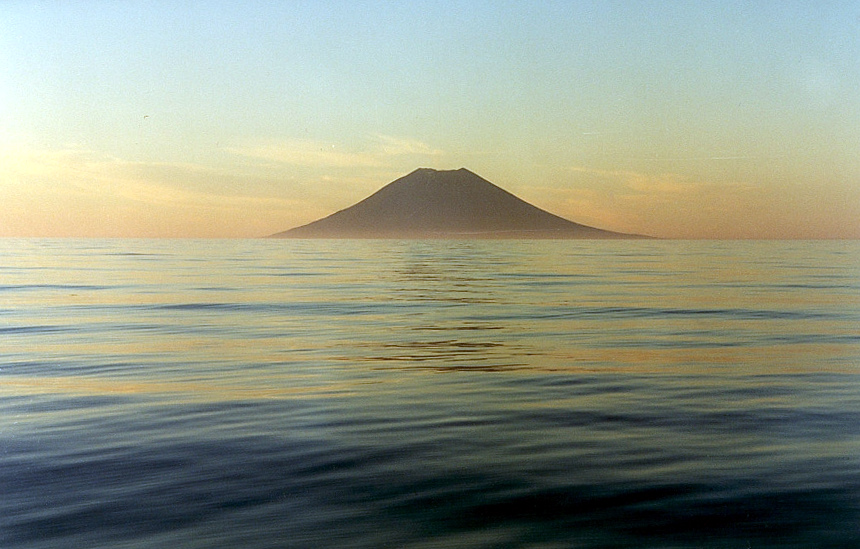
Vue de l'île Atlassov depuis la mer.
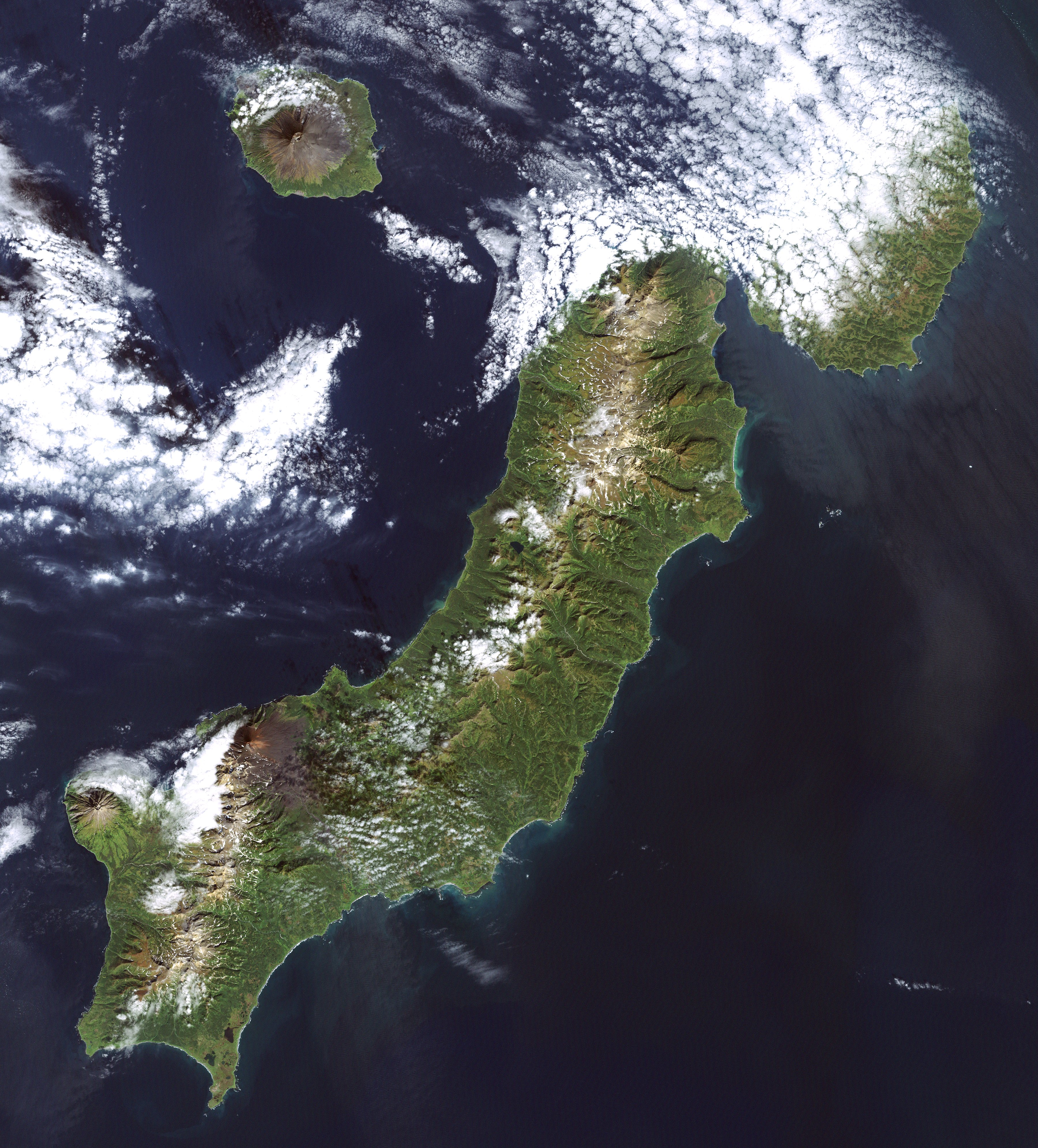
Image satellite de Paramouchir et de l'île Atlassov.
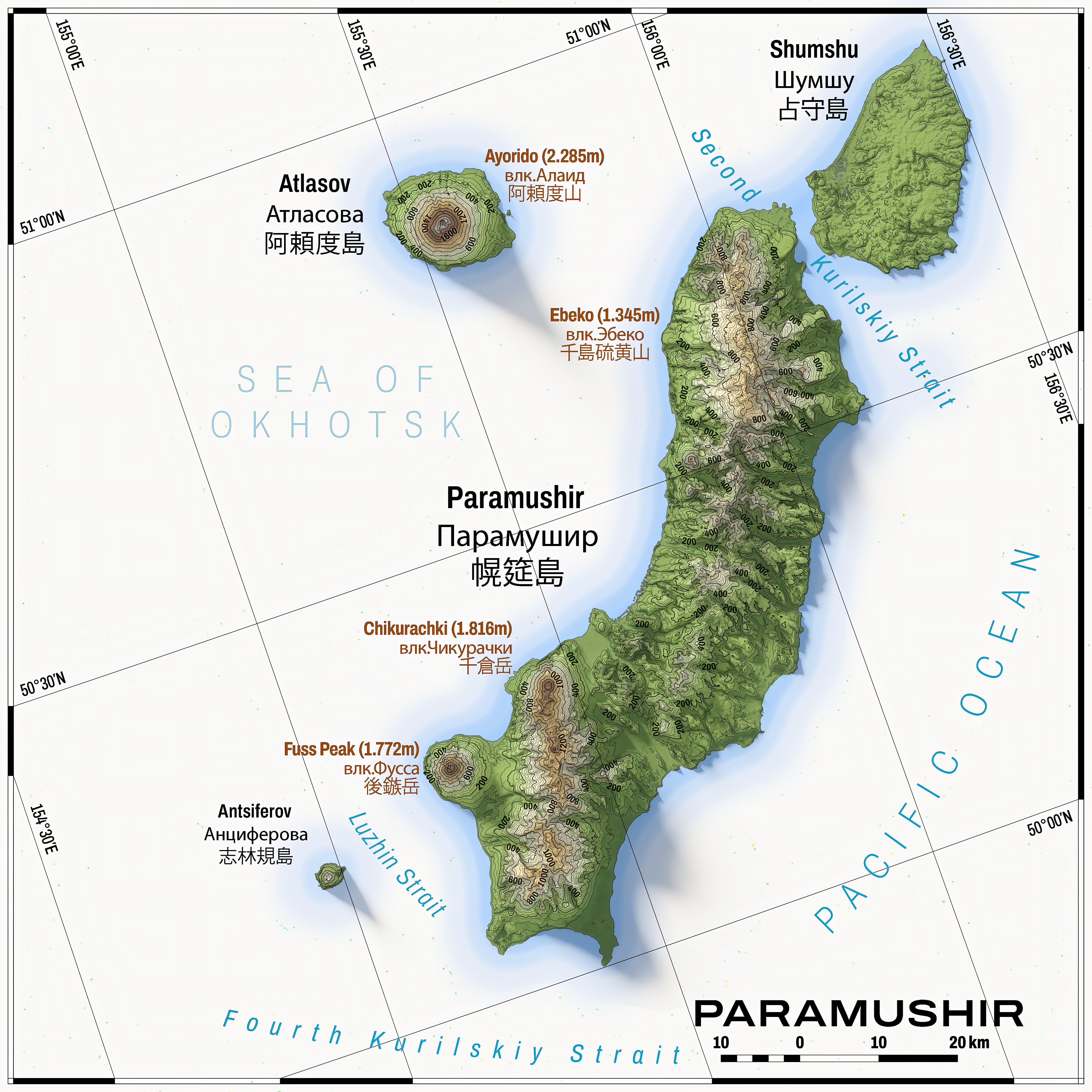
Carte montrant la position de l'île Atlassov